# Gosset
Jorge o Jordi Goset i Rubio, (Barcelona, 6 de mayo de 1933-Barcelona, 30 de junio de 2018) que firmaba como Gosset, fue un historietista español, perteneciente a la segunda generación o generación del 57 de la Escuela Bruguera, junto a autores como Figueras, Ibáñez, Raf, Segura, Schmidt o Vázquez. Fue el creador de clásicos como Hug, el troglodita o Facundo da la vuelta al mundo.

## Biografía
Jorge Goset ingresó en la Editorial Bruguera en 1957, realizando ilustraciones y chistes para la revista Can Can, e historietas como Les Presentamos a Berta, que siempre sueña despierta, con guiones de Armando Matías Guiu, para Selecciones de Humor de El DDT.
A mediados de los años 60, crea para la revista El DDT sus series de más éxito: Hug el troglodita (1965), Facundo da la vuelta al mundo (1966),  y Domingón (1967).
Hacia finales de los 70, Gosset presenta series ambientadas en el mismo mundo de Hug como Roquita (Super Zipi y Zape) o Los trogloditas (Pulgarcito). También crea a Carpeto Veto, sobre un reaccionario vestido totalmente de negro que desprecia todo lo moderno.

### Últimos años
Tras el cierre de Bruguera en 1986, trabaja para revistas como Garibolo (Burrus and Sapiens) y Guai!. Ediciones B, que reanuda algunas cabeceras de Bruguera, publica Roquita y Roco (1992).  
Participa finalmente en la obra colectiva Cien cómics con aspirina (Química Farmacéutica Bayer, 1998).